# Rakomelo
Rakomelo (řecky: ρακόμελο nebo racomelo, z raki (ρακή) + meli (μέλι), což znamená „med“) je řecký míchaný alkoholický nápoj. Jedná se o digestiv, který mnozí Řekové tradičně používali jako domácí lék proti bolesti v krku nebo kašli.

## Druhy
Rakomelo se vyrábí kombinací raki nebo tsipouro – dvou druhů pálenky z hroznových výlisků – s medem a několika druhy koření, jako je skořice, kardamom nebo jiné regionální bylinky. Vyrábí se na Krétě a dalších ostrovech v Egejském moři a na řecké pevnině a pije se hlavně v zimě jako teplý nápoj. Rakomelo lze nalézt v obchodech s alkoholem jako míchaný nápoj v lahvích, připravený k podávání.
Podobným nápojem je pečená raki, což je regionální nápoj ostrova Amorgos, známý jako psimeni, který se vyrábí z raki, cukru a koření a podává se při pokojové teplotě. Pečená raki obsahuje více koření než rakomelo, které obvykle obsahuje pouze skořici. Pečená raki je k dostání také míchaná a lahvová, připravená ke konzumaci (podává se při pokojové teplotě).

## Složení
Obecný recept na rakomelo je 1–2 lžičky medu na každé 4 malé skleničky raki spolu s jedním hřebíčkem a asi 1 lžičkou skořice, upravený podle různých chutí.